# Лапицький Йосип Михайлович
Лапицький Йосип Михайлович (псевдонім Михайлов; 16 [28] січня 1876, Мінськ — 5 листопада 1944, Москва) — російський оперний режисер, музичний і громадський діяч, теоретик оперного мистецтва. Заслужений артист РРФСР (1936). Автор статей про реформу оперного театру.

## Біографія
У 1897 році закінчив Імператорське училище правознавства в Петербурзі (58 випуск) і був направлений до Сибіру проводити судову реформу.

Три сезони відіграв в антрепризі М. О. Сабліної-Дольської.

У 1900—1901 він був у трупі королівського придворного Національного театру в Мюнхені (у Ернста Поссарта).
У 1903 році, на запрошення К. С. Станіславського, він вступив до Московського Художнього театру. Саме Станіславський і запропонував Лапицькому займатися режисурою.
Йосип Михайлович без коливання приймає пропозицію М. М. Арбатова, з яким здружився в МХТ, стати його асистентом у Новому товаристві московської Приватної опери. У 1906 р Йосип Михайлович укладає дворічний контракт на роботу в Большому театрі, взявши псевдонім «Михайлов». В момент передбачуваного призначення його головним режисером театру, йде з думкою і твердим рішенням будувати оперний театр на нових засадах. І таким театром стає Театр музичної драми, який з перших місяців роботи привернув увагу новизною постановок і яскравою драматичною грою оперних артистів.
Театр був відкритий в 1912 році, в будівлі Санкт-Петербурзької консерваторії.

Музичним керівником Йосип Михайлович запросив піаніста і диригента М. О. Біхтера, який закінчив Петербурзьку консерваторію із золотою медаллю. Солістами прийняв за конкурсом молодих артистів, що вже мали досвід, а також недавніх випускників Петербурзької консерваторії, віддаючи перевагу не якості голосів, а наявності акторських даних і перспектив розкриття особистості.

Театр проіснував з 11/24 грудня 1912 року по 19 січня 1919 року. За цей період Лапицкий поставив більше двадцяти дев'яти опер, які отримали великий суспільний резонанс і увійшли в історію музичного театру. Значний інтерес представляли такі постановки опер, як «Борис Годунов» (1913) і «Сорочинський ярмарок» (1917, в ред. Ц. А. Кюї) Мусоргського, «Мазепа» (1913); «Кам'яний гість» Даргомижського (1915). Вперше в Росії ТМД поставив оперу К. Дебюссі «Пеллеас і Мелізанда» (1915). У репертуарі театру були такі опери, як «Пікова дама», «Черевички», «Хованщина», «Одруження», «Севільський цирульник», «Фауст», «Казки Гофмана» та ін.
У 1924 році у Великому театрі поставив «Севільський цирульник» Д. Россіні.
У 1934—1939 роках Лапицький був головним режисером Академічного театру опери та балету УРСР. У 1937 році він створив Донецький театр опери і балету.